# George Platt Lynes
George Platt Lynes (* 15. April 1907 in East Orange, New Jersey; † 6. Dezember 1955 in New York City) war ein US-amerikanischer Fotograf.

## Leben
Lynes wurde 1907 als Sohn von Adelaide und Joseph Russell Lynes geboren und ging als Kind in die Berkshire School in Massachusetts. 1925 wurde Lynes von seinen Eltern zur Vorbereitung aufs College nach Paris geschickt. Dort lernte er Gertrude Stein, Réne Crevel, Man Ray, Glenway Wescott und Monroe Wheeler kennen, die zu Vorbildern und Freunden wurden.
1926 begann Lynes an der Yale University zu studieren, verließ sie jedoch nach einem Jahr und beabsichtigte Schriftsteller zu werden. 1927 eröffnete er einen Buchladen in Englewood in New Jersey. Lynes interessierte sich zunehmend für die Fotografie. Zunächst fotografierte er Freunde und stellte diese Fotos in seinem Buchladen aus. Lynes ging im nächsten Jahr zusammen mit Wescott und Wheeler wieder nach Europa und hielt in den nächsten Jahren seine Eindrücke auf Film fest.
Lynes entwickelte enge Freundschaften mit einem großen Kreis von Künstlern, zu denen Jean Cocteau und Julien Levy gehörten. Levy stellte 1932 Fotografien von Lynes in seiner Galerie in New York City aus. Lynes eröffnete im gleichen Jahr sein Studio in New York City. Schnell erhielt er als Fotograf Aufträge von Harper’s Bazaar, Town & Country und Vogue, unter anderen ein Cover vom Model Lisa Fonssagrives. 1935 wurde Lynes angefragt, die Tänzer und die Produktion des American Ballet fotografisch zu dokumentieren.

## Werk
Lynes arbeitete in den 1930ern und 1940ern als Modefotograf und hatte als Kunden unter anderem Unternehmen wie Bergdorf Goodman und Saks Fifth Avenue. Mitte der 1940er wurde Lynes in New York City zunehmend desillusioniert und ging 1946 nach Hollywood, wo er die Stelle des Chief Photographer der Studios von Vogue annahm. Lynes fotografierte Katharine Hepburn, Rosalind Russell, Gloria Swanson und Orson Welles aus der Filmindustrie, aber auch Aldous Huxley, Igor Strawinsky, Arnold Schönberg und Thomas Mann. Lynes wurde zu einer festen Größe in der Modewelt. Während er zu jener Zeit künstlerisch triumphierte, hatte Lynes hingegen in Kalifornien kein finanzielles Geschick und machte privat Bankrott. Freunde ermöglichten ihm 1948 nach New York City zurückzukehren. Andere Fotografen wie Richard Avedon, Edgar de Evia und Irving Penn verdrängten ihn in der folgenden Zeit in der Modewelt als Fotograf. Lynes konnte nicht wieder an seinen künstlerischen Erfolg anknüpfen.
Im Mai 1955 erkrankte Lynes unheilbar an Lungenkrebs. Daraufhin schloss Lynes sein Studio in New York City und reiste ein letztes Mal nach Europa. Nach seiner Rückkehr nach New York City starb Lynes am 6. Dezember 1955.

## Rezeption
Insbesondere wandte sich Lynes in seiner privaten Arbeit der Aufnahme von homoerotischen Bildern zu. In den 1930ern begann er Nacktaufnahmen aus seinem Freundeskreis zu machen, unter anderem den jungen Yul Brynner. Die Nacktaufnahmen waren nur seinem engen Freundeskreis über viele Jahre bekannt. Lynes arbeitete mit Alfred Kinsey und dessen Institut in Bloomington, Indiana, zusammen. Das Kinsey Institute for Research in Sex, Gender and Reproduction bewahrt gegenwärtig eine große Kollektion der männlichen Nacktfotos von Lynes auf.
Im Jahr 1977 wurden Fotoarbeiten von George Platt Lynes auf der documenta 6 in Kassel in der Abteilung Fotografie gezeigt, die den Zusammenhang zur zeitgenössischen Kunst im Kontext von „150 Jahren Fotografie“ darstellte.